# WPL
WPL (Windows Media Player PlayList) est un format de fichier créé par Microsoft pour les listes de lecture de son lecteur multimédia Windows Media Player. Ce format de fichier est un format propriétaire et appartient au géant américain Microsoft. Le format a été introduit dans les versions 9 à 11 du lecteur Windows Media. Tous les éléments de ce format de fichier sont en format XML. L'élément parent le plus haut, smil, indique que les éléments du fichier suivent les principes de structuration du SMIL (langage d'intégration multimédia synchronisé, de l'anglais Synchronized Multimedia Integration Language).
Le fichier est enregistré avec l'extension "wpl" et son type MIME est: «application/vnd.ms-wpl».

## Fichiers semblables
- ASX (de l'anglais Advanced Stream Redirector)
- PLS (acronyme anglais de PlayLiSt)
- XSPF (XML Shareable Playlist Format)
- M3U (MPEG version 3.0 URL)

## Exemple
Voici un exemple de fichier WPL tel qu'utilisé par le lecteur Windows Media.
```
<?wpl version="1.0"?>

<smil>

    
<head>

        
<meta
 
name=
"Generator"
 
content=
"Microsoft Windows Media Player -- 11.0.5721.5145"
/>

        
<meta
 
name=
"AverageRating"
 
content=
"50"
/>

        
<meta
 
name=
"TotalDuration"
 
content=
"2598"
/>

        
<meta
 
name=
"ItemCount"
 
content=
"5"
/>

        
<author/>

        
<title>
Mozart
 
Don
 
Giovanni
</title>

    
</head>

    
<body>

        
<seq>

            
<media
 
src=
"\\serveur\vol\musique\Classique\Mozart\Don Giovanni\cd02\track01.mp3"
/>

            
<media
 
src=
"\\serveur\vol\musique\Classique\Mozart\Don Giovanni\cd03\track02.mp3"
/>

            
<media
 
src=
"\\serveur\vol\musique\Classique\Mozart\Don Giovanni\cd04\track03.ogg"
/>

            
<media
 
src=
"C:\Documents and settings\Public\Musique\Mozart\Don Giovanni\cd5\track15.wav"
/>

            
<media
 
src=
"http://stream.musique.com/midi/Classique/Mozart/Don Giovanni/cd1/track09.mid"
/>

        
</seq>

    
</body>

</smil>

```

## Sources, notes, autre
1. ↑  Microsoft Corp. "Format de fichier multimédia du lecteur Windows Media", Article ID : 316992. Accédé le 6 octobre 2007
2. ↑  Microsoft Corp. "Élément de référence des listes de lectures du lecteur Windows Media". Vu le 6 octobre 2007

- (en) Cet article est partiellement ou en totalité issu de l’article de Wikipédia en anglais intitulé « WPL » (voir la liste des auteurs).